# Бокељи
Бокељима (или архаично Бокези од ит. Bocchesi - "становници, житељи Боке") се сматрају становници Боке Которске (градови Котор, Тиват, Рисан и Херцег Нови, а у историјском смислу и Будва) која се налази у југозападном делу данашње Црне Горе. Већина их је православне вероисповести, док постоји и један број католика. Бокељи су доминантно српског порекла и српског националног осећаја и идентитета.
Бокељи имају и своју народну ношњу и сви, без обзира на верско опредељење, славе крсну славу, карактеристичан српски православни обичај. По истраживању академика Славка Мијушковића, код Бокеља католичке вере постојала је свест о црногорском пореклу, славили су и даље крсне славе и поштовали обичаје..

## Историја
Простор Боке которске су у 7. веку населила српска племена, а читава област је током највећег дела средњег века била у саставу српских држава. У то време, Бока Которска није постојала као посебна административна целина. Њене границе су повучене тек након потоњих млетачко-турских ратова у 17. и 18. веку. Од тог времена усталио се и геополитички појам Боке Которске, а њени становници су прозвани Бокељима. Као такви, разликовали су себе од суседних Херцеговаца на једној и Црногораца на другој страни.
Петар I Петровић Његош није Бокеље сматрао Црногорцима, него Приморцима, а да та два дела српског народа раздваја по регионалној припадности доказују и његове посланице и писма. Неки Бокељи су се жалили аустријском цару против Црногораца : 
Разумио сам да су неки Бокељи пред императором велику жалбу приносили противу Церногорацах... који су највиши смутљивци и злодјеи међу ова два народа...

Када су неки Црногорци са неким Приморцима разбијали цркве и куће по Боки 1806. године , Петар I је написао: 
Ја знам да је било и Приморацах који су наговарали Црногорце да тако чине.

## Познати Бокељи
- Стјепан Митров Љубиша (писац и национални радник)
- Висарион Љубиша (архимандрит цетињског манастира и епископ Захумско-рашке епархије, митрополит црногорски)
- Дионисије Миковић (свештеник, публициста, књижевник, етнограф и национални радник)
- Борко Паштровић (артиљеријски мајор и четнички војвода)
- Св. Стеван Штиљановић (последњи кнез паштровски, добротвор и светитељ)
- Стефан Паштровић (штампар и баштиник вјере)
- Раде Андровић (легендарни паштровски јунак из друге половине XVIII. вијека)
- Андрија Змајевић (књижевник, барско-дукљански надбискуп и примас краљевства Србије)
- Иво Визин (познати поморац из Прчања)
- Матија Змајевић[6] (Руски адмирал)
- Мато Мрша[7] (поморски капетан и учитељ поморства)
- Нико Луковић
- Антун Добровић
- Рудолф Сарделић
- Јосип Ђелчић
- Илија Синдик
- Марко Цар
- Антон Станичић
- Мирко Комненовић (Патриота, Народни посланик, Градоначелник Херцег-Новог, Министар)
- Озана-Катарина (Јована) Косић
- Леополд (Богдан) Мандић[8] (светац и исповедник)
- Лазо Марков Костић
- Томо Ђуров Милиновић
- Петар Желалић
- Јован Мирковић
- Стеван Вукотић (први Србин, Црногорац и јужни Словен који је опловио свијет)
- Петар Замбелић[9]
- Петар Ивелић (Гроф, Генерал руске војске)
- Васо Брајовић (Добровољац у ратовима за ослобођење Грчке)
- Стјепан Зановић[10]
- Саша Балић (Црногорски фудбалер са интернационалном каријером)
- Андрија Палташић
- Никола Ђурковић (Народни херој Југославије)
- Никола Маловић
- Горан Комар